# Syllabaire inuktitut
Cette page contient des caractères spéciaux ou non latins. S’ils s’affichent mal (▯, ?, etc.), consultez la page d’aide Unicode.
Le syllabaire inuktitut (en inuktitut : ᑎᑎᕋᐅᓯᖅ ᓄᑖᖅ, titirausiq nutaaq, ou ᖃᓂᐅᔮᖅᐸᐃᑦ, qaniujaaqpait) est un alphasyllabaire utilisé au Nunavut et au Nunavik, au Canada, pour écrire l'inuktitut.

## Histoire
Les premiers efforts pour écrire l'inuktitut sont réalisés par des missionnaires moraves au Groenland et au Labrador, vers le milieu du XVIIIe siècle. Dans les années 1870, Edmund Peck, un missionnaire anglican, adapte le syllabaire cri à l'inuktitut. D'autres missionnaires, et plus tard des linguistes employés par les gouvernements américains et canadiens, adaptent l'alphabet latin aux dialectes du delta du Mackenzie, de l'ouest de l'archipel arctique canadien et de l'Alaska.
Depuis 1976, la commission linguistique de l'Institut culturel inuit considère le syllabaire comme le système d'écriture officiel pour les langues inuit, avec l'alphabet latin.
La corporation Makivik, représentant légal des Inuits au Québec, a récemment changé la version officielle pour rétablir l'écriture de la diphtongue /ai/, généralement représentée en combinant la forme en « -a » avec le caractère ‹ ᐃ ›, i. Cette diphtongue avait été laissée de côté dans les années 1970 afin de pouvoir écrire l'inuktitut sur la boule des machines à écrire Selectric d'IBM ; sa réintégration est justifiée par le fait que les technologies actuelles d'écriture et d'impression ne souffrent plus de ces contraintes techniques. Cette modification n'est utilisée qu'au Nunavik.

## Usage
Le syllabaire inuktitut est utilisé dans le territoire canadien du Nunavut et dans la partie nord du Québec, le Nunavik. Au Nunavut, 85 % de la population est inuite ; au Nunavik, cette proportion atteint 90 %. Le syllabaire est utilisé de façon officielle au Nunavut ; au Nunavik, le Kativik l'utilise également officiellement.
Les langues inuites forment un continuum de dialectes partiellement intercompréhensibles et varient fortement autour de l'Arctique. L'écriture de l'inuktitut varie également suivant les régions : l'alphabet latin est employé dans le reste du Canada, en Alaska et au Groenland ; en Sibérie, les langues inuites sont écrites à l'aide de l'alphabet cyrillique.

## Syllabaire
Le syllabaire inuktitut est une variante des syllabaire autochtones canadiens. Le son initial d'une syllabe peut être g, j, k, l, m, n, p, q, r, s, t, v, ng, ł ou rien, et la voyelle peut être a, i, u ou absente. Le son initial détermine le signe utilisé, la voyelle étant représentée par une orientation spécifique de ce signe. Chaque syllabe, hormis celles qui ne comportent aucune voyelle, peut être courte ou longue : une syllabe longue est représentée à l'aide d'un point au-dessus du signe. L'écriture des phrases se fait de gauche à droite.
Le tableau suivant recense les caractères utilisés par le syllabaire. Les lignes correspondent aux sons initiaux (éventuellement absents), les colonnes aux voyelles (éventuellement absentes).
|          | ai /ai/ | i /i/ | ii /iː/ | u /u/ | uu /uː/ | a /a/ | aa /aː/ |   |
|          | ᐁ       | ᐃ     | ᐄ       | ᐅ     | ᐆ       | ᐊ     | ᐋ       | ᕼ |
| -------- | ------- | ----- | ------- | ----- | ------- | ----- | ------- | - |
| p /p/    | ᐯ       | ᐱ     | ᐲ       | ᐳ     | ᐴ       | ᐸ     | ᐹ       | ᑉ |
| t /t/    | ᑌ       | ᑎ     | ᑏ       | ᑐ     | ᑑ       | ᑕ     | ᑖ       | ᑦ |
| k /k/    | ᑫ       | ᑭ     | ᑮ       | ᑯ     | ᑰ       | ᑲ     | ᑳ       | ᒃ |
| g /g/    | ᒉ       | ᒋ     | ᒌ       | ᒍ     | ᒎ       | ᒐ     | ᒑ       | ᒡ |
| m /m/    | ᒣ       | ᒥ     | ᒦ       | ᒧ     | ᒨ       | ᒪ     | ᒫ       | ᒻ |
| n /n/    | ᓀ       | ᓂ     | ᓃ       | ᓄ     | ᓅ       | ᓇ     | ᓈ       | ᓐ |
| s /s/    | ᓭ       | ᓯ     | ᓰ       | ᓱ     | ᓲ       | ᓴ     | ᓵ       | ᔅ |
| l /l/    | ᓓ       | ᓕ     | ᓖ       | ᓗ     | ᓘ       | ᓚ     | ᓛ       | ᓪ |
| j /j/    | ᔦ       | ᔨ     | ᔩ       | ᔪ     | ᔫ       | ᔭ     | ᔮ       | ᔾ |
| v /v/    | ᕓ       | ᕕ     | ᕖ       | ᕗ     | ᕘ       | ᕙ     | ᕚ       | ᕝ |
| r /ʁ/    | ᕃ       | ᕆ     | ᕇ       | ᕈ     | ᕉ       | ᕋ     | ᕌ       | ᕐ |
| q /q/    | ᙯ       | ᕿ     | ᖀ       | ᖁ     | ᖂ       | ᖃ     | ᖄ       | ᖅ |
| ng /ŋ/   | ᙰ       | ᖏ     | ᖐ       | ᖑ     | ᖒ       | ᖓ     | ᖔ       | ᖕ |
| nng /ŋː/ |         | ᙱ     | ᙲ       | ᙳ     | ᙴ       | ᙵ     | ᙶ       | ᖖ |
| ł /ɬ/    |         | ᖠ     | ᖡ       | ᖢ     | ᖣ       | ᖤ     | ᖥ       | ᖦ |

Équivalent du tableau ci-contre, sous forme graphique.

Les caractères utilisés par le syllabaire inuktitut sont encodés dans le standard Unicode. Le bloc Unicode correspondant est appelé « Syllabaires autochtones canadiens unifiés » et correspond aux adresses U+1400 à U+167F.
Dans les deux tables ci-dessus, le h est représenté par deux caractères différents :
- ᕼ (U+157C CANADIAN SYLLABICS NUNAVUT H)

et
- ᐦ (U+1426 CANADIAN SYLLABICS FINAL DOUBLE SHORT VERTICAL STROKES).

D’après certaines sources, seul ᕼ serait utilisé en inuktitut[Lesquelles ?]. ᐦ est le caractère utilisé pour h en cri.
En inuktitut, il n'existe pas de connexion entre nng et [j], ainsi que pour ƚ et ce même [j][Quoi ?]. Il n'existe pas non plus de version longue pour le son [j].